# Иван Фјодоров
Иван Фјодоров (рус. Иван Фёдоров, укр. Іван Федорович; око 1510 — Лавов, 14. децембар 1583, тадашња Пољска) је био први руски/украјински штампач књига код источних Словена и изумитељ наоружања.
Дипломирао је 1532. на јагелонском универзитету у Кракову. У периоду 1564—1565. преселио се у Москву где је постао ђакон у Цркви Св. Николаја у Московском Кремљу. Тамо је заједно са Пјотром Тимофејевичем Мстиславецом издао литургију на црквено-словенском језику.